# Something
För Litauens bidrag i Eurovision Song Contest 2013, se Something (låt av Andrius Pojavis)
Something är en sång skriven av George Harrison och återfinns på The Beatles album Abbey Road från 1969. Den gavs även ut som singel med "Come Together" som B-sida.
"Something" skrevs 1968 när Beatles höll på att spela in The White Album. Från början hade Harrison tänkt ge låten till Jackie Lomax, men gav den sedan till Joe Cocker. Dennes version av låten kom ut två månader före Beatles version. Låten spelas i filmen Across the Universe.

## Låtens struktur
"Something är 3 minuter lång. Den går i C-dur, men i sticket ("You're asking me, will my love grow...") övergår den till A-dur, innan den går tillbaka till C-dur igen när gitarrsolot kommer. Från början tänkte Beatles spela in den akustiskt, men de övergav den idén. En akustisk demoversion gavs senare ut på Anthology 3. I den slutliga, elektriska versionen finns även ett stråkarrangemang av Beatles producent George Martin.

## Musiker
- George Harrison – sång, gitarr
- Paul McCartney – körsång, bas
- John Lennon – piano
- Ringo Starr – trummor
- Billy Preston – orgel

## Låtens mottagande
Something är en av George Harrisons mest kända låtar och den är den av Beatles låtar som flest artister gjort covers på, bortsett från "Yesterday". Den har spelats in av bland andra Elvis Presley, Shirley Bassey, Frank Sinatra, James Brown, Julio Iglesias och Smokey Robinson. Den har också spelats in på svenska som "Jag är mycket ensam nu" av Tommy Körberg (med svensk text av Åke Arenhill), som släppte låten på sitt andra studioalbum Tommy från 1970. John Lennon har utnämnt den till Abbey Roads bästa låt, och Frank Sinatra har kallat den "den främsta kärlekssången under de senaste femtio åren".

## Listplaceringar
| Lista (1969-1970) | Position         |
| ----------------- | ---------------- |
| Irland            | 3                |
| Kanada            | 1                |
| Norge             | 2                |
| Storbritannien    | 4                |
| Sverige           | 6 (Kvällstoppen) |
| Sverige           | 4 (Tio i topp)   |
| USA               | 1                |
| Vallonien         | 1                |
| Västtyskland      | 1                |
| Österrike         | 11               |